# Моисеев, Роберт Савельевич
Моисеев Роберт Савельевич (6 декабря 1937 года, г. Петропавловск-Камчатский — 7 декабря 2007, там же) — советский и российский ученый, публицист, общественный деятель, директор Камчатского филиала Тихоокеанского института географии ДВО РАН (1991—2007), почетный гражданин города Петропавловска-Камчатского. Кандидат экономических наук.

## Биография
Р. С. Моисеев родился 6 декабря 1937 года в г. Петропавловске-Камчатском.
В 1961 году окончил факультет неорганической химии Ленинградского технологического института им. Ленсовета. Также окончил Северо-Западный заочный политехнический институт.
В 1970 году окончил Всесоюзный юридический заочный институт.
В 1982 году защитил диссертацию на соискание ученой степени кандидата экономических наук.

### Трудовая деятельность
В 1961—1978 годах работал в Управлении главного архитектора г. Петропавловска-Камчатского, пройдя путь от рабочего, техника, инженера, начальника производственной группы до заместителя главного архитектора и и.о. главного архитектора города.
В 1978—1988 годах работал старшим научным сотрудником Камчатской лаборатории социально-экономических исследований ДВНЦ АН СССР.
В 1988—1990 годах работал заведующим Камчатским отделом природопользования Тихоокеанского института географии ДВО АН СССР.
В 1990 году стал директором-организатором Камчатского института экологии и природопользования ДВО РАН, организованного на базе Камчатского отдела природопользования ТИГ ДВО АН ССР.
В 1991—2002 годах был директором Камчатского института экологии и природопользования ДВО РАН.
В 2002—2007 годах работал директором Камчатского филиала Тихоокеанского института географии ДВО РАН, созданного путем преобразования Камчатского института экологии и природопользования в филиал.
В 2003 году за большой вклад в развитие градостроительства, науки и искусства удостоен звания Почетного гражданина города Петропавловска-Камчатского. Под его руководством разработан ряд концепций и программ социально-экономического развития Камчатской области.
Р. С. Моисеев вел преподавательскую деятельность в Камчатском государственном университете имени Витуса Беринга. Он вел большую общественную работу как член Камчатского отделения Союза писателей России, член президиума объединения научных организаций и обществ Камчатского края (КРАУНЦ).

## Научные труды
Автор более 160 научных трудов по географии, экономическим, социальным, демографическим проблемам, вопросам регионального развития Камчатки и Дальневосточного региона, в т. ч. северных районов. Всего им опубликовано около 300 различных научных работ, публицистических, прозаических и поэтических произведений.
В 2008 году было издан трехтомник избранных научных работ Р. С. Моисеева:
Моисеев, Р. С. Избранное в трех томах: [собрание научных публикаций 1978–2006 гг.]. Петропавловск-Камчатский: изд-во КамГУ им. В. Беринга, 2007.
- Т. I: Россия и Дальний Восток. Геополитические и социально-экономические аспекты развития. 245 с.
- Т. II: Развитие Дальнего Востока и Камчатки. Региональные проблемы. 364 с.
- Т. III: Концепции как инструмент управления социально-экономическим развитием Камчатки. 346 с.

В трехтомнике собраны опубликованные в 1978–2006 годах материалы исследований социально-экономических и экологических особенностей процессов социально-экономического развития Дальнего Востока и Камчатки.

## Награды и звания
- Почетный гражданин города Петропавловска-Камчатского (2003)
- Медаль в честь 200-летия А. С. Пушкина (1999)
- Медаль "За доблестный труд. В ознаменование 100-летия В. И. Ленина" (1970)

## Память
- С 2017 года в г. Петропавловске-Камчатском проходят Моисеевские чтения — Всероссийская научно-практическая конференция, посвященная региональным проблемам развития Дальнего Востока России.